# Кукарский Покровский монастырь
Кука́рский Покро́вский монасты́рь — мужской монастырь в слободе Кукарка, ныне город Советск Кировской области, Россия. Принадлежал Вятской епархии.

## Описание
Церковь обнесена каменной оградой с красивейшим главным входом — некогда за этими стенами располагался Иоанно-Предтеченский монастырь. Перед воротами небольшая часовенка. Она стоит на месте Никольского храма, который находился здесь ещё при монастыре и был сожжён черемисами во время набегов. После этого к Покровскому храму справа пристроили Никольский придел. Похожа история и Иоанно-Предтеченского придела: его пристроили после того, как сгорел главный храм в монастыре — Иоанно-Предтеченский. Нынешняя Покровская церковь с некрополем граничит с городским Покровским кладбищем Советска.

## История

### Жерновогорская Предтеченская пустынь
Жернового́рская Предте́ченская пу́стынь — мужской монастырь в селе Жерновые Горы (57°35′33″ с. ш. 48°57′49″ в. д.), ныне районе города Советска Кировской области, Россия. Принадлежала Казанской епархии.
Основана в 1594 году неким Макарием на берегу Вятки, на месте языческого капища черемисов и православной часовни на могиле новгородцев, погибших в бою с ними. По грамоте 1609 года монастырь был пожалован пашенной землёй, перелогом и зарослями вниз по Вятке, по обе её стороны рыбными ловлями и сенными покосами до Пижемского устья, да перевоз на Вятке. Этот факт стал причиной разрушения монастыря черемисами (1609), которые отобрали грамоту у старцев. После этого монастырь переведён в слободу Кукарку под защиту острога и стал основой для Кукарского Покровского монастыря.

### Кукарский Покровский монастырь
Располагался на Монастырской горе, куда в 1609 году из села Жерновые Горы была переведена Жерновогорская Предтеченская пустынь после разорения её черемисами. Соборная церковь — во имя Иоанна Предтечи, известная ныне как Покровская (каменная, 1700). Среди ценностей: Евангелие 1677 года. В 1662 году монастырь имел 2 двора крестьянских. Монастырь был центром Кукарского заказа (благочиния). Игумен монастыря был и кукарским протопопом.
В 1710 году в монастыре были 1 каменная церковь, 2 деревянных, в них 4 престола; каменная настоятельская келья, 4 деревянных настоятельских и братских келий; хлебня с сенями; сторожка с сенями; 2 погреба. Игумен, трое служащих иеромонахов, монахи: казначей, житеной и подкеларщик, двое рядовых монахов, определённый на 3-летнее искушение поп, диакон и пономарь. На пропитании: прапорщик, солдат. Монастырские служители: хлебник, 3 работника, получают по 2 рубля. 235 душ крестьян, 432 десятины земли, 1700 копен покосов, 2 мельницы, рыбных ловель — на 3 реках. В селе Спасском Атары тож с починками Галицкой дороги Казанского уезда — 11 дворов крестьян.
В 1765 году при монастырской реформе Екатерины II монастырь был упразднён, а церковь стала приходской и кладбищенской. Храм был закрыт только в 1942 году из-за смерти священника. В 1947 году церковь вернули верующим.

## Настоятели (годы упоминания)
- Корнилий, строитель (1658)
- Тихон, строитель (1684), игумен (1695)
- Евфимий, игумен (1699)
- Илларион, игумен (до 1764)

## Почитаемые погребённые некрополя
- Никон (Кошкин) — иеромонах († 1706)
- Иоанн Молчальник — мученик, могила в виде отрезанного языка
- Елисей (Кошкин) — иеросхимонах († 1700) — могила не сохранилась, напротив Предтеченского придела